# Dieter Ahlert
Dieter Ahlert (* 19. Februar 1944 in Staßfurt) ist Professor für Betriebswirtschaftslehre, insbesondere Distribution und Handel an der Westfälischen Wilhelms-Universität in Münster.

## Leben und Wirken
Ahlert studierte von 1963 bis 1967 Betriebswirtschaft an der Universität zu Köln, bevor er 1971 zum Dr. rer. pol. promovierte und 1974 seine Habilitation für Betriebswirtschaftslehre an der RWTH Aachen beendete. Im Jahr 1975 wurde Ahlert ordentlicher Professor am Lehrstuhl für Betriebswirtschaftslehre, insbesondere Distribution und Handel, der Westfälischen Wilhelms-Universität. Von 1980 bis 1981 war der Betriebswirtschaftslehrer Dekan beziehungsweise von 1982 bis 1983 Prodekan der Wirtschaftswissenschaftlichen Fakultät der Westfälischen Wilhelms-Universität. 2005 war Ahlert Ausrichter des 12. World Marketing Congress of the Academy of Marketing Science.

## Schriften
- Grundzüge des Marketing. Springer Verlag, Berlin 1984, ISBN 3-540-62365-5
- Distributionspolitik: Das Management des Absatzkanals. 3. Auflage, Gustav Fischer Verlag GmbH & Co KG, Stuttgart und Jena 1996, ISBN 3-8252-1364-1
- Handbuch Franchising and Cooperation. Das Management kooperativer Unternehmensnetzwerke. Luchterhand (Hermann), 2001, ISBN 3-472-04511-6
- Rechtliche Grundlagen des Marketing. Kohlhammer Verlag, 2. vollständig überarbeitete Auflage, 2002, ISBN 3-17-014428-6
- mit H. Evanschitzky: Dienstleistungsnetzwerke, Management, Erfolgsfaktoren und Benchmarks im internationalen Vergleich. Springer Verlag, Berlin [u. a.] 2003, ISBN 3540435727
- Handelsmarketing: Grundlagen der marktorientierten Führung von Handelsbetrieben. Springer Verlag, Berlin 2007, ISBN 3540408711
- D. Ahlert, K. Große-Bölting und G. Heinemann (Hrsg.): Handelsmanagement in der Textilwirtschaft, Einzelhandel und Wertschöpfungspartnerschaften. Deutscher Fachverlag, Frankfurt am Main 2009, ISBN 9783866411432
- D. Ahlert, P. Kenning, R. Olbrich und H. Schröder (Hrsg.): Sortimentsstrategien in Industrie und Handel, Jahrbuch Vertriebs- und Handelsmanagement 2008/2009. Deutscher Fachverlag, Frankfurt am Main 2009, ISBN 978-3-86641-211-8